# دفان الحشائش الذهبية
دفان الحشائش الذهبية (الاسم العلميTrachylepis septemtaeniata)، حيوان زاحف من السقنقورية متوسط القد. يبلغ أقصى طوله 30 سم.

## التوزيع
أفغانستان، تركمانستان، جنوب إيران، تركيا،أذربيجان، سوريا،العراق، الشمال الشرقي من المملكة العربية السعودية،البحرين، عمان واريتريا.